# Championnats d'Afrique du Sud de VTT
Les championnats d'Afrique du Sud de vélo tout terrain sont des compétitions ouvertes aux coureurs de nationalité sud-africaine.

## Palmarès masculin

### Cross-country
| Année | Or                | Argent             | Bronze             |
| ----- | ----------------- | ------------------ | ------------------ |
| 2005  | John Paul Pearton | Ben Melt Swanepoel |                    |
| 2008  | Burry Stander     | Brandon Stewart    | Renay Groustra     |
| 2009  | Burry Stander     | Matthys Beukes     | Philip Buys        |
| 2010  | Burry Stander     | Renay Groustra     | Matthys Beukes     |
| 2011  | Burry Stander     | Matthys Beukes     | Ben Melt Swanepoel |
| 2012  | Burry Stander     | Philip Buys        | Rourke Croeser     |
| 2013  | Philip Buys       | Matthys Beukes     | Ben Melt Swanepoel |
| 2014  | Tiaan Odendaal    | Stefan Garlicki    | Andrew Martin      |
| 2015  | James Reid        | Alan Hatherly      | Travis Walker      |
| 2016  | James Reid        | Philip Buys        | Gert Heyns         |
| 2017  | Alan Hatherly     | Philip Buys        | Matthys Beukes     |
| 2018  | Alan Hatherly     | Matthew Beers      | Arno Du Toit       |
| 2019  | Alan Hatherly     | Jan Withaar        | Philip Buys        |
| 2020  | Alan Hatherly     | Matthew Beers      | Arno Du Toit       |
| 2021  | Alan Hatherly     | Philip Buys        | Arno Du Toit       |
| 2022  | Philip Buys       | Matthew Beers      | Wessel Botha       |
| 2023  | Philip Buys       | Alan Hatherly      | Arno Du Toit       |
| 2024  | Michael Foster    | Johan Van Zyl      | Luca Ruwiel        |
| 2025  | Michael Foster    | Arno Du Toit       | Jan Withaar        |

### Cross-country short track
| Année | Or            | Argent      | Bronze              |
| ----- | ------------- | ----------- | ------------------- |
| 2023  | Alan Hatherly | Philip Buys | Arno Du Toit        |
| 2024  | Alan Hatherly | Luke Moir   | Ernest Roets        |
| 2025  | Johan Van Zyl | Luke Moir   | Daniel Van Der Watt |

### Marathon
| Année | Or                  | Argent              | Bronze         |
| ----- | ------------------- | ------------------- | -------------- |
| 2011  | Burry Stander       | Kevin Evans         | Philip Buys    |
| 2012  | Max Knox            | David George        |                |
| 2013  | James Reid          | Nico Bell           | Kevin Evans    |
| 2017  | Nico Bell           | Philip Buys         | Gert Heyns     |
| 2019  | Arno Du Toit        | Jan Withaar         | Philip Buys    |
| 2021  | Matthew Beers       | Matthys Beukes      | Arno Du Toit   |
| 2022  | Philip Buys         | Marc Oliver Pritzen | Tristan Nortje |
| 2023  | Matthew Beers       | Philip Buys         | Tristan Nortje |
| 2025  | Marc Oliver Pritzen | Marco Joubert       | Michael Foster |

### Descente
| Année | Or               | Argent            | Bronze                |
| ----- | ---------------- | ----------------- | --------------------- |
| 2002  | Andrew Neethling |                   |                       |
| 2008  | Greg Minnaar     | Andrew Neethling  | Jonty Neethling       |
| 2009  | Johann Potgieter | Jonty Neethling   | Gary Barnard          |
| 2010  | Johann Potgieter | Hayden Brown      | Jonty Neethling       |
| 2011  | Andrew Neethling | Johann Potgieter  | Stefan Garlicki       |
| 2012  | Tiaan Odendaal   | Hayden Brown      | Stefan Garlicki       |
| 2013  | Tiaan Odendaal   | Stefan Garlicki   | Adi Van Der Merwe     |
| 2014  | Tiaan Odendaal   | Stefan Garlicki   | Andrew Martin         |
| 2015  | Stefan Garlicki  | Theo Erlangsen    | Tiaan Odendaal        |
| 2016  | Stefan Garlicki  | Johann Potgieter  | Jonathan Philogene    |
| 2017  | Johann Potgieter | Stefan Garlicki   | Christopher Philogene |
| 2018  | Theo Erlangsen   | Adi van der Merwe | Johann Potgieter      |
| 2019  | Theo Erlangsen   | Johann Potgieter  | Stefan Garlicki       |
| 2020  | Johann Potgieter | Theo Erlangsen    | Timothy Bentley       |
| 2021  | Theo Erlangsen   | Johann Potgieter  | Stefan Garlicki       |
| 2022  | Johann Potgieter | Connor Finnis     | Rory Kirk             |
| 2023  | Johann Potgieter | Stefan Garlicki   | Connor Finnis         |
| 2024  | Stefan Garlicki  | Rory Kirk         | Johann Potgieter      |
| 2025  | Rory Kirk        | Keagan Brand      | Theo Erlangsen        |

## Palmarès féminin

### Cross-country
| Année | Or               | Argent            | Bronze            |
| ----- | ---------------- | ----------------- | ----------------- |
| 2008  | Amy-Jane Mundy   | Yolande Speedy    | Sara Muhl         |
| 2009  | Yolande Speedy   | Erica Green       | Janneke Leask     |
| 2010  | Yolande Speedy   | Anina Aaron       | Mariske Strauss   |
| 2011  | Yolande Speedy   | Samantha Sanders  | Yolandi Du Toit   |
| 2012  | Yolande Speedy   | Candice Neethling | Samantha Sanders  |
| 2013  | Samantha Sanders | Amy McDougall     | Cherie Vale       |
| 2014  | Mariske Strauss  | Cherie Vale       | Candice Neethling |
| 2015  | Cherie Vale      | Candice Neethling | Hanli Cilliers    |
| 2016  | Mariske Strauss  | Cherie Vale       | Hayley Smith      |
| 2017  | Mariske Strauss  | Cherie Redecker   | Amy McDougall     |
| 2018  | Mariske Strauss  | Candice Lill      | Cherie Redecker   |
| 2019  | Candice Lill     | Mariske Strauss   | Cherie Redecker   |
| 2020  | Mariske Strauss  | Candice Lill      | Cherie Redecker   |
| 2021  | Candice Lill     | Cherie Redecker   | Mariske Strauss   |
| 2022  | Candice Lill     | Mariske Strauss   | Amy Wakefield     |
| 2023  | Candice Lill     | Amy Wakefield     | Steph Wohlters    |
| 2024  | Candice Lill     | Ila Stow          | Cherise Willeit   |
| 2025  | Candice Lill     | Julia Marx        | Karlise Scheepers |

### Cross-country short track
| Année | Or           | Argent       | Bronze           |
| ----- | ------------ | ------------ | ---------------- |
| 2023  | Candice Lill | Tyler Jacobs | Andrea Schöfmann |
| 2024  | Candice Lill | Tyler Jacobs | Riley Smith      |
| 2025  | Tyler Jacobs | Candice Lill | Lilian Baber     |

### Marathon
| Année | Or                   | Argent              | Bronze            |
| ----- | -------------------- | ------------------- | ----------------- |
| 2007  | Yolande Speedy       | Yolande De Villiers | Amy-Jane Mundy    |
| 2008  | Yolande Speedy       | Hanlie Booyens      | Tania Raats       |
| 2011  | Karien Van Jaarsveld | Cherise Taylor      | Candice Neethling |
| 2012  | Cherise Stander      | Ischen Stopforth    | Mariske Strauss   |
| 2013  | Robyn de Groot       | Samantha Sanders    | Candice Neethling |
| 2017  | Robyn de Groot       | Amy McDougall       | Christie Hearder  |
| 2019  | Samantha Sanders     | Robyn de Groot      | Sarah Hill        |
| 2021  | Yolande De Villiers  | Hayley Preen        | Amy McDougall     |
| 2022  | Amy Wakefield        | Samantha Sanders    | Theresa Ralph     |
| 2023  | Candice Lill         | Hayley Preen        | Amy Wakefield     |
| 2025  | Samantha Sanders     | Bianca Haw          | Danielle Strydom  |

### Descente
| Année | Or                | Argent            | Bronze            |
| ----- | ----------------- | ----------------- | ----------------- |
| 2002  | Bridgette Minnaar |                   |                   |
| 2007  | Rika Olivier      |                   |                   |
| 2008  | Gina Nixon        | Victoria Phillips | Rika Olivier      |
| 2009  | Anka Martin       | Tayla Brown       | Victoria Phillips |
| 2011  | Anka Martin       | Rika Olivier      | Gina Nixon        |
| 2012  | Nadia Botha       |                   |                   |
| 2015  | Rika Olivier      |                   |                   |
| 2016  | Kathryn Fourie    | Kim Westbrook     |                   |
| 2019  | Sabine Thies      |                   |                   |
| 2020  | Frances Du Toit   | Sabine Thies      | Robin Stewart     |
| 2021  | Frances Du Toit   | Sabine Thies      | Jessi Nixon       |
| 2022  | Sabine Thies      | Frances Du Toit   | Zandri Strydom    |
| 2023  | Frances Du Toit   | Danika Botha      | Jenna Byrnes      |
| 2024  | Frances Du Toit   | Sabine Thies      | Jenna Byrnes      |
| 2025  | Frances Du Toit   | Arielle Behr      | Jenna Byrnes      |